# Tripod (Blockade)

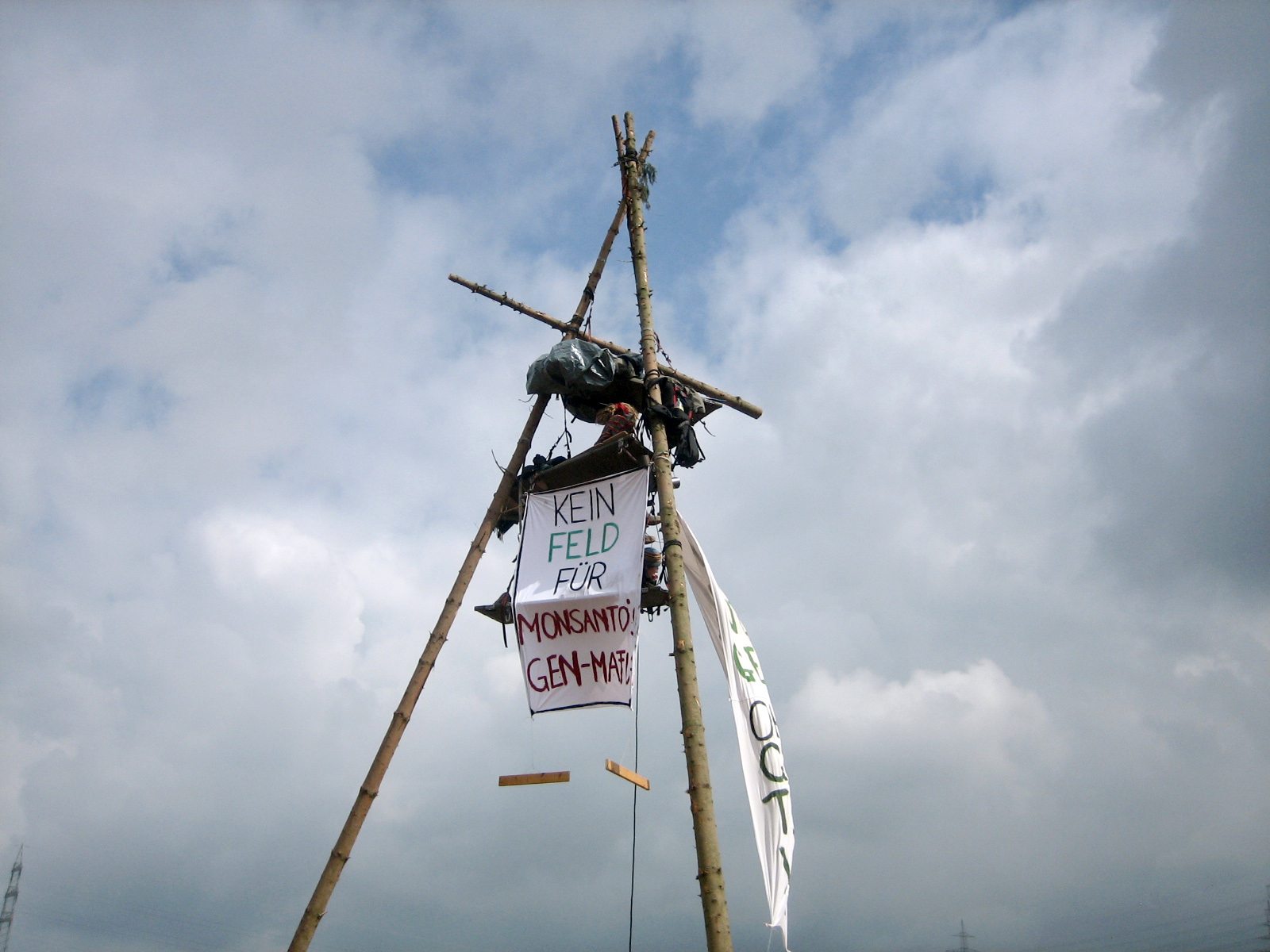
Eine Tripod-Konstruktion

Ein Tripod ist eine Konstruktion aus drei langen Stangen (meistens Baumstämme), die im oberen Teil verbunden sind und so zu einem einfachen dreibeinigen Turm aufgerichtet werden. Im oberen Teil können sich mit Hilfe von Schlaufen und Gurten Personen einhängen. 
Tripods werden häufig bei Aktionen zivilen Ungehorsams, vor allem in der Umweltbewegung, eingesetzt. Sie gelten als schwer zu beseitigende Blockade und dienen dem Räumungsschutz auf Flächen, Straßen und Schienen, wenn statische Alternativen wie Bäume fehlen. 
Bekannt wurde es vor allem bei Straßenblockaden in England. In jüngerer Zeit wurde es auch häufig in Deutschland bei Castor-Blockaden oder bei der Besetzung von Genpflanzenfeldern eingesetzt.